# چارنووانژ
چارنووانژ (به لهستانی:  Czarnowąż) یک روستا در لهستان است که در گمینا کوتونگ واقع شده‌است.